# Càpsida

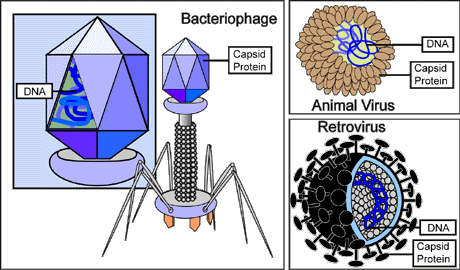
Diferents tipus de càpsides.

La càpsida és el recobriment extern d'un virus. Consisteix en diverses subunitats monomèriques proteiques. La càpsida té tres funcions principals:
- Protegir el material genètic del virus.
- Determinar si una cèl·lula és apta per la seua infecció.
- Començar la infecció adherint-se a la membrana cel·lular i obrint-la, per tal d'injectar el material genètic del virus a l'interior de la cèl·lula.

Un cop el virus ha infectat la cèl·lula, tard o d'hora, comença a replicar-se a si mateix, usant la infraestructura de la cèl·lula infectada. Durant aquest procés, les subunitats de la càpsida són sintetitzades d'acord amb el material genètic del virus, usant els mecanismes de biosíntesi de proteïnes de la cèl·lula hoste. Alguns virus, quan ixen de la cèl·lula, s'enduen amb si part de la membrana cel·lular.
La major part dels virus adopten tres estructures de càpsida: helicoidal, icosaèdrica (isomèrica) o empaquetada. En la simetria helicoidal, les unitats proteiques es disposen al voltant d'una circumferència d'un cercle, formant un disc. En la icosaèdrica, les subunitats formen una estructura quasi esfèrica. Finalment, en els virus empaquetats, les proteïnes estan exposades a l'entorn extern.